# Січовий
Січовий — українське прізвище. Жіноча форма — Січова.
- Січова Валентина Іванівна (нар. 1952) — українська діячка.
- Січова Галина Павлівна — зв'язкова повстанського руху, була депортована до Сибіру[1].
- Січовий Павло Федорович — учасник повстанського руху[1].
- Січовий Володимир Іванович (1929—2005) — перший заступник генерального директора з виробництва Південного машинобудівного заводу імені О. М. Макарова.